# 旧正月

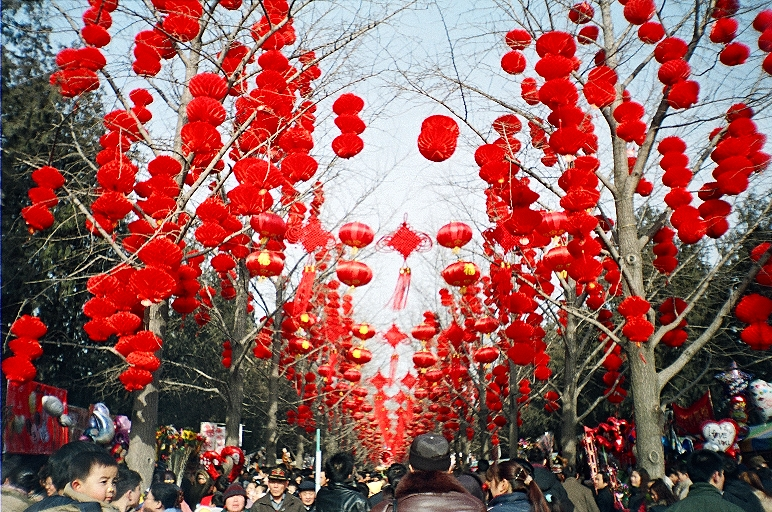
北京東城区の地壇公園での旧正月

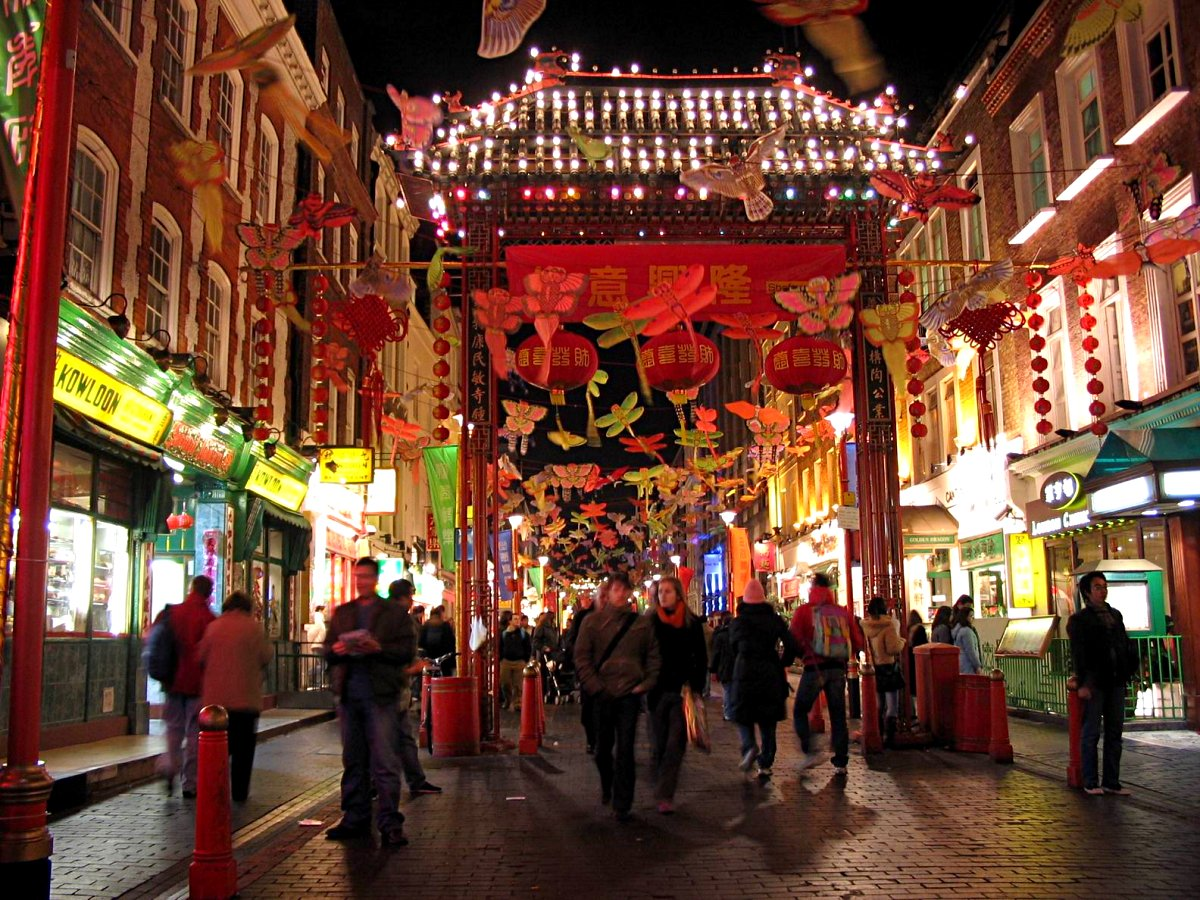
ロンドンのチャイナタウン（中華街）での旧正月

旧正月（きゅうしょうがつ）は、旧暦としての太陰暦（中国暦）の正月（年初）。太陰暦（中国暦）元日（旧暦1月1日）、または元日からの数日間のことである。太陰暦（中国暦）を使っていた中華圏や、華人や華僑の多い国・地域で祝われる。中国大陸、香港、マカオ、台湾のほか、シンガポール、韓国、北朝鮮、ベトナム、マレーシアなど、中華圏では春節（しゅんせつ）と呼ばれ、国の祝日として定められている。キリスト教文化圏でも、現在の世界標準であるグレゴリオ暦の基となったユリウス暦の年初を祝う国・地域が僅かながらある。
以下では、系統の異なる東南アジア（上座部仏教圏）やモンゴル・チベット（チベット仏教圏）の旧正月にも併せて言及する。

## 概説
ここで言う旧暦とは、狭義には中国・日本・朝鮮半島・ベトナム等でかつて使われていた中国暦およびその変種のこと（基本的に中華圏では時憲暦、日本では天保暦を指す）であるが、後述するように、広義にはモンゴルのチベット仏教暦、東南アジア諸国の上座部仏教暦のように他の地域・文化圏の旧暦を含む場合もある。
旧暦1月1日は、通常雨水（2月19日ごろ）の直前の朔日であり、1月21日ごろから2月20日ごろまでを毎年移動する。旧暦で平年だった年は翌年の旧正月は約11日後退し、閏月があれば約18日進む。
中華人民共和国（中国大陸・香港・マカオ）、中華民国（台湾）、朝鮮半島、ベトナム、モンゴル、ブルネイ等では、最も重要な祝祭日の一つであり、グレゴリオ暦（新暦）の正月よりずっと盛大に祝われる。ほかに、シンガポール、マレーシア、インドネシア、ミャンマーなど中華圏の影響の強い華人（中国系住民）の多い東南アジア諸国、世界各地の中華街などではChinese New Yearとして祝われる。ただし日本では、沖縄・奄美の一部地域や中華街等を除けば、現在はグレゴリオ暦の正月が祝われることが多い。
なお、旧正月は全ての国や地域で同じ日とは限らない。これらについては後で詳細に述べる。
日本・ベトナム等の旧正月は、時差により、中国標準時を使っている他国と異なることがある。
モンゴルの旧正月は、中国暦とは別系統のモンゴル暦（en）の年初なので、他国と異なることが多い。

## 一覧

### 漢字文化圏
- 日本語 - 旧正月（きゅうしょうがつ）
- 中国語 - 春節、新年、新春、大年、農暦年、農暦新年、旧暦年、元旦
- 朝鮮語 - ソルラル（ソラル）、ソル、クジョン（旧正）
- ベトナム語 - テト（テッ、節）、テトグェンダン（元旦節）
- 英語 - Lunar New Year、Chinese Lunar New Year、Spring Festival、Tet、Seollal、○○（国名の形容詞） New Year

中国では、1911年の辛亥革命後、翌1912年の中華民国の成立時に太陽暦が正式に採用され、元旦は新暦の1月1日へ移動し、旧暦1月1日は「春節」とされ現在に至る。
英語では、「Chinese New Year」は中国に限らず中国暦での旧正月の総称として使える。ただし、中国人の春節に限定する用法もある。なお、モンゴルの旧正月は中国暦ではないので含まない。
「Lunar New Year」は、中国暦・モンゴル暦のみならずイスラム暦などを含む、太陰暦・太陰太陽暦一般の年初の総称である。各国の旧正月を特にいう場合は、「Seol」（ソルラル）などともいえる。ベトナムの旧正月は「Tết」（テト攻勢の「Tet」はこれに由来）で通じる。
「Japanese New Year」は日本でのグレゴリオ暦の正月を意味するので、旧正月を意味するには「Traditional Japanese New Year」と言う必要がある。

### チベット仏教圏
- チベット語 - ロサル（Losar）
- モンゴル語 - ツァガーンサル（Tsagaan Sar、白い月の意味）

モンゴル語のツァガーンサルは、「モンゴル暦（en）の年初」の名称であって、他国語での旧正月の名称とイコールで結ばれるものではない。

### 上座部仏教圏
下記の国では、新年の祭りを太陽暦の4月14 - 16日に行う。国によっては13日も休日になる。水掛け祭りを行う。
- タイ - ソンクラーン（Songkran）
- ミャンマー - ティンジャン（Thingyan）
- スリランカ - スリランカの新年（シンハラ・タミル元日）
- カンボジア - カンボジアの新年（英語版）
- ラオス - ラオスの新年（ピーマイラーオ）

## 休日
旧正月が国の休日となっているのは、中国・北朝鮮・ベトナム・シンガポール・マレーシア・インドネシア・ブルネイとモンゴルである。以下の国や地域では、休日は複数日にわたる。
- 中華人民共和国 - 法律上は春節から3日だが、一般的に旧暦大晦日から7連休。
  - 香港・マカオ - 旧暦1月3日まで（その3日間に日曜日があるときは旧暦1月4日または旧暦大晦日も）。
- 韓国 - 旧暦1月1日前後の3日間（土日祝の代替休日制度がある）。
- シンガポール - 最初の月の最初の2日。
- 中華民国 - 旧暦1月5日まで。
- ベトナム - 旧暦大晦日から旧暦1月3日までだが、官公庁や民間企業では、前後1週間程度を休日にする。

## 日付
中国の春節を基本にし、現地の標準時を使っている（後述）日本やベトナムで異なる年は注記する。
| - 2000年2月5日 - 2001年1月24日 - 2002年2月12日 - 2003年2月1日 - 2004年1月22日 - 2005年2月9日 - 2006年1月29日 - 2007年2月18日（ベトナムでは2月17日） - 2008年2月7日 - 2009年1月26日 - 2010年2月14日 - 2011年2月3日 - 2012年1月23日 - 2013年2月10日 - 2014年1月31日 - 2015年2月19日 - 2016年2月8日 - 2017年1月28日 - 2018年2月16日 - 2019年2月5日 | - 2020年1月25日 - 2021年2月12日 - 2022年2月1日 - 2023年1月22日 - 2024年2月10日 - 2025年1月29日 - 2026年2月17日 - 2027年2月6日（日本では2月7日） - 2028年1月26日（日本では1月27日） - 2029年2月13日 - 2030年2月3日（ベトナムでは2月2日） - 2031年1月23日 - 2032年2月11日 - 2033年1月31日 - 2034年2月19日 - 2035年2月8日 - 2036年1月28日 - 2037年2月15日 - 2038年2月4日 - 2039年1月24日 | - 2040年2月12日 - 2041年2月1日 - 2042年1月22日 - 2043年2月10日 - 2044年1月30日 - 2045年2月17日 - 2046年2月6日 - 2047年1月26日 - 2048年2月14日 - 2049年2月2日 - 2050年1月23日 - 2051年2月11日 - 2052年2月1日 - 2053年2月19日（ベトナムでは2月18日） - 2054年2月8日 - 2055年1月28日 - 2056年2月15日 - 2057年2月4日 - 2058年1月24日 - 2059年2月12日 |

## 各国の状況

### 日本と中国、ベトナムでの日付の違い
中国暦は天体の運行を元にしており、朔や中気がどの日に起こるかで、月の始まりや月名を決める。これらの天文現象が観測されるのは世界同時だが、時差により、世界中で同じ日ではない。それにより、旧正月が国によって違うことがある。たとえば、2007年の雨水の直前の朔が起こったとき、日本（日本標準時、UTC+9）や中国（中国標準時、UTC+8）ではもう2月18日だったが、ベトナム（ベトナム標準時、UTC+7）ではまだ2月17日だった。そのため、日本の旧正月や中国の春節は2月18日、ベトナムのテトは2月17日となった。このようなずれは、時差1時間あたり、平均して24年に1度ある。21世紀前半では、中国とベトナムの間では2007年と2030年、中国と日本の間では2027年と2028年に起こり、東側の国の旧正月が西側の国より1日遅れる。
ごく希に、旧正月が約1朔望月（29日 - 30日）ずれることもある。これは、朔の前24時間以内に中気が起こるときにありうる。月名の決定を朔の瞬間と中気の瞬間の比較で考えるとこのようなことはありえないが、正確には朔の瞬間ではなく「朔日の0時」と中気の比較である。観測場所によって「朔日の0時」に時差があるため、中気が朔と同じ日なのかあるいは前の日（すなわち前の月の晦日）なのか異なる場合があり、月名がずれることになる。
さらに、日本と他国の間では、中国の旧暦である時憲暦（正確には1811年の修正以前の置閏法の時憲暦）と日本の旧暦である天保暦（1811年に修正された後の時憲暦の置閏法を参考にして作られた）との間の置閏法の違いが月のずれを引き起こすことがありうる。なお、天保暦（及び1811年に修正された後の時憲暦）の置閏法には欠陥があり、さらに日本では旧暦の公的管理がなされていないため、日本の旧正月については日付を決定するのが困難な場合がある（2034年、2148年、2224年など。旧暦2033年問題参照）。中国においては、祝日である春節を決定するために旧暦の公的管理が、中国科学院紫金山天文台においてなされている。
日本とベトナム以外は、現地の標準時にかかわらず旧暦の計算に中国標準時を使っており、暦法も同じであるため、旧正月は常に一致する。

### 日本の旧正月
日本では、旧正月は祝日・休日ではない。ただし、「建国記念の日」の由来となったグレゴリオ暦紀元前660年2月11日は「旧暦1月1日」である。
グレゴリオ暦（新暦）が採用された明治時代以降も各所で旧正月が祝われてきたが、戦後はグレゴリオ暦の正月に一本化されるようになり、2022年現在では沖縄県（名護市、糸満市などにおける漁師町が特に顕著）、鹿児島県奄美群島以外では、一部の神社・寺院での祭典や各地域の行事が残っている程度で、2000年代まで旧正月が特別に話題に上ることは少なかった。
2010年代になり中国人を中心とした旅行客がこの時期に日本に集中するようになり、インバウンド消費が拡大。この時期には航空券価格の高騰、秋葉原・銀座などにおける電機店・百貨店での爆買いや温泉街・スキー場における混雑が日常的となった。この影響で日本の一般社会でも旧正月の存在が意識されるようになった。2015年2月の旧正月の時期には、訪日観光客数が単月過去最高の1,387,000人となり、中でも中国からの観光客が前年同月比約2.6倍の359,100人で、中国からの観光客数が初めて30万人を越えた。

### モンゴルの旧正月
モンゴルでは、モンゴル暦の年初であるツァガーンサルが国の祝日となっている。モンゴル暦は、インドの暦に起源を持つチベットの太陰太陽暦である時輪暦の一種で、ラマ教（チベット仏教）の宗教行事などに使われている。
ツァガーンサルの日付は宗教的に決定され、前年に発表される。中国などの春節と一致する年も多いが、しばしば1日または1朔望月ずれる。常に朔日というわけではなく、少しずれることがある。
最近のツァガーンサルの日付は以下のとおり。
| - 2000年2月5日 - 2001年2月24日 - 2002年2月13日 - 2003年2月2日 - 2004年2月21日 - 2005年2月9日 - 2006年1月30日 - 2007年2月18日 - 2008年2月8日 - 2009年2月25日 - 2010年2月14日 - 2011年2月3日 - 2012年2月21日 | - 2013年2月10日 - 2014年1月31日 - 2015年2月19日 - 2016年2月8日 - 2017年2月26日 - 2018年2月16日 - 2019年2月5日 - 2020年2月23日 - 2021年2月12日 - 2022年2月1日 - 2023年2月20日 - 2024年2月10日 - 2025年1月29日 |

### 正教会の旧正月
正教会のうち、ロシア正教会、エルサレム総主教庁、グルジア正教会、セルビア正教会、アトス山などは1月14日を正月として祝う。これらの教会が採用しているユリウス暦は現行のグレゴリオ暦と現在13日の乖離があり、ユリウス暦の元日に相当する日付は西暦2100年まではグレゴリオ暦の1月14日である。この正月も日本では旧正月と呼ばれる。